# Fahrerassistenzsystem
Fahrerassistenzsysteme (FAS; englisch Advanced Driver Assistance Systems, ADAS) sind elektronische Zusatzeinrichtungen in Kraftfahrzeugen zur Unterstützung des Fahrers in bestimmten Fahrsituationen. Hierbei stehen oft Sicherheitsaspekte, aber auch die Steigerung des Fahrkomforts im Vordergrund. Ein weiterer Aspekt ist die Verbesserung der Wirtschaftlichkeit.
Die Fahraufgabe wird im weitesten Sinne in die drei Ebenen der Planung, Führung und Stabilisierung eingeteilt. Für die Führungs- und Stabilisierungsebenen sind meistens nur Handlungszeiträume von (Milli-)Sekunden verfügbar, die nur mithilfe von Fahrdynamiksystemen erreicht werden können, da diese die Handlungsfähigkeiten des Menschen bei weitem übertreffen.

## Aufbau und Funktion
Fahrerassistenzsysteme greifen teilautonom oder autonom in Antrieb (z. B. Gas, Bremse), Steuerung (z. B. Park-Lenk-Assistent) oder Signalisierungseinrichtungen des Fahrzeuges ein oder warnen durch geeignete Mensch-Maschine-Schnittstellen den Fahrer kurz vor oder während kritischer Situationen. Derzeit sind die meisten Fahrerassistenzsysteme so konzipiert, dass die Verantwortung beim Fahrer bleibt (er also autonome Eingriffe in der Regel „übersteuern“ kann) und der damit nicht entmündigt wird. Gründe hierfür sind vor allem:
- Die rechtliche Lage, nach der der Fahrer jederzeit die Verantwortung für die Führung seines Fahrzeuges hat und es jederzeit beherrschen können muss (Wiener Übereinkommen über den Straßenverkehr 1968, Art. 8, Absatz 5): Jeder Führer muss dauernd sein Fahrzeug beherrschen oder seine Tiere führen können.
- Die noch nicht ausreichende Zuverlässigkeit vieler Systeme. Besonders anspruchsvolle Aufgaben sind hierbei die Erkennung und Klassifikation von Objekten und die Interpretation der Szenerie im Umfeld des Fahrzeuges. Derzeit verfügbare Sensoren und bekannte Signalverarbeitungsansätze können noch keine zuverlässige Umfelderkennung unter allen möglichen Fahrzuständen und Wetterbedingungen bieten. Assistenzsysteme bieten daher nur eine begrenzte Unterstützung in bestimmten, beherrschbaren Situationen (Beispiel Abstandsregeltempomat: Arbeitsbereich oft auf bestimmte Geschwindigkeitsbereiche eingeschränkt, keine Berücksichtigung stehender Objekte usw.).
- Die fehlende Akzeptanz für „entmündigende“ Systeme bei Käufern solcher Fahrzeuge.

## Technik
Der Regeleingriff bzw. die Signalisierungsfunktionen von Fahrerassistenzsystemen setzen Wissen bezüglich der aktuellen Fahrsituation voraus. Dies können im Falle von ESP (Elektronisches Stabilitätsprogramm) und ABS Sensoren sein, die die Raddrehzahl und/oder die Gierrate (= Drehgeschwindigkeit des Fahrzeuges um die Vertikalachse) sowie die Längs- und Querbeschleunigung bestimmen. Weitergehende Systeme wie ACC oder Abstandswarner benötigen zusätzlich Informationen bezüglich des Fahrzeugumfeldes. Für diese Art von Assistenzsystemen kommen verschiedene Arten von Umfeldsensorik zum Einsatz. Hierbei stehen
- Ultraschall (Einparkhilfe)
- Radar (Spurwechselassistent, automatischer Abstandswarner)
- Lidar (Totwinkel-Überwachung, automatischer Abstandswarner, Abstandsregelung, Pre-Crash und Pre-Brake)
- Kamera (Spurverlassenswarnung, Verkehrszeichenerkennung, Spurwechselassistent, Totwinkel-Überwachung, Notbremssystem zum Fußgängerschutz)

im Vordergrund. Teilweise sind auch Kombinationen mehrerer Sensorsysteme (Sensordatenfusion) notwendig. Aufgrund des hohen Preises solcher Sensorsysteme besteht meist die Forderung der Multifunktionalität; das heißt, ein Sensorsystem muss verschiedene Assistenzfunktionen abdecken. Durch die Kombination mit exakten Daten von Navigationssystemen kann eine ortsbezogene Warnung z. B. bei hoher Geschwindigkeit im Vorfeld einer engen Kurve erfolgen.
Bei Arbeiten am Pkw durch eine Werkstatt, wie z. B. Arbeiten an Lenkgetriebe und Lenkwinkelgeber, Montage der Stoßstangen, Einstellarbeiten an der spurführenden Hinterachse ist für die verschiedene Marken (z. B. Volkswagen) laut Fahrzeughersteller eine Kalibrierung der Fahrerassistenzsysteme vorgeschrieben. Fahrerassistenzsysteme, die auf Kameratechnologie in der Frontscheibe basieren, müssen nach Austausch der Frontscheibe durch die Fachwerkstatt stets neu kalibriert werden, um die Sicherheit des Fahrzeugs und des sicheren Betriebs der Assistenzsysteme zu gewährleisten.

## Recht
Der Betrieb von Fahrerassistenzsystemen ist in Deutschland gem. § 1a Absatz 1 StVG zulässig, wenn die Funktion bestimmungsgemäß verwendet werden. Der Fahrer darf sich während der Fahrzeugführung mittels Fahrerassistenzsystemen gemäß § 1a StVG vom Verkehrsgeschehen und der Fahrzeugsteuerung nur und soweit abwenden, als dass er stets derart wahrnehmungsbereit bleibt, dass er die Funktionen jederzeit wieder übernehmen kann (vgl. 1b Absatz 1). Der Fahrzeugführer ist dazu verpflichtet, die Fahrzeugsteuerung unverzüglich wieder zu übernehmen, wenn das System ihn dazu auffordert oder wenn er erkennt oder auf Grund offensichtlicher Umstände erkennen muss, dass die Voraussetzungen für eine bestimmungsgemäße Verwendung der vom Fahrerassistenzsystem bereitgestellten Fahrzeugfunktionen nicht mehr vorliegen.
Werkstätten, die – obwohl dies den Herstellervorgaben und damit den anerkannten Regeln der Technik entspricht – nach einem Austausch der Frontscheibe die kamerabasierten Assistenzsysteme nicht neu kalibrieren oder sonst entsprechend den Herstellervorgaben die Funktionstüchtigkeit überprüfen, führen die Leistungen mangelhaft aus und sind erheblichen Haftungsrisiken ausgesetzt.

## Geschichte und Verbreitung
Schon vor 1945 wurde an Antiblockiersystemen gearbeitet, die an Pkw erstmals 1966 in Serie verwendet wurden. Der erste Tempomat (1958) stammt von Chrysler und nannte sich Cruise Control (Tempomat). Es regelte die Längsbeschleunigung automatisch, jedoch ohne Kenntnis der umgebenden Fahrzeuge.
1968 wurde durch das Straßenverkehrsamt in den USA eine elektronische Überholhilfe Passing Aid System erprobt, die bereits die Vernetzung von Pkw mit einem Zentralcomputer zum Gegenstand hatte: Fühler unter der Straßenoberfläche sendeten über Telefonleitungen Daten über den Verkehr an einen Zentralcomputer, der daraus Informationen über die Verkehrslage generierte. Diese wurden zurück an die Fühler geschickt und von diesen auf Fahrzeuge in der Nähe abgestrahlt, die entsprechende Empfänger besaßen und ein Signal am Armaturenbrett anzeigte, ob ein Überholvorgang möglich ist oder nicht.
Die Grundlagen für viele heutige Fahrerassistenzsysteme legte Anfang der 1990er-Jahre das EU-Forschungsprogramm Prometheus. Die Ergebnisse gaben den Anstoß für Fahrzeughersteller und Zulieferer, die Systeme gemeinsam zur Marktreife zu entwickeln und in Serienfahrzeugen anzubieten.
Im Jahre 2003 lag der durchschnittliche Wert für Fahrerassistenzsysteme pro verkauftem Fahrzeug in Deutschland bei ca. 900 Euro (Schwerpunkt: Antiblockiersystem (ABS), ESP, Bremsassistent, Reifendruckkontrollsystem, automatische Distanzregelung (ACC), adaptiver Fernlichtassistent). Nach Studien erwartete man im Jahre 2010 einen durchschnittlichen Wert von 3200 Euro und im Jahre 2015 von 4300 Euro. Dabei ging man auch von Zukunftssystemen wie Objekterkennung/Fußgängerschutz, Unfallerkennung, automatische Notbremse, Infrarot-Nachtsicht u. Ä. aus. Der Haupttreiber für das Wachstum dieser Systeme war die Nachfrage der Käufer, welche nach einer ADAC-Umfrage die Fahrzeugsicherheit auf Platz 1 sahen. Einen weiteren Einfluss hat der demografische Faktor in Deutschland, wonach ältere Fahrer mehr Wert auf Fahrzeugsicherheit legen und – durch deren relative Zunahme in den nächsten Jahren – entsprechend die Nachfrage ankurbeln. Laut DVR sind nur wenigen Autobesitzern oder Händlern die verfügbaren Fahrerassistenzsysteme bekannt.
Das Marktvolumen von ADAS-Systemen wurde 2022 für 2025 auf ca. 67 Milliarden USD mit Wachstumsrate CAGR 10 % geschätzt.
Beispiel Motorrad: Im Jahr 2003 wurden ca. 4000 Motorradunfälle mit Personenschaden durch „Überbremsen und nachfolgendem Sturz“ ausgelöst. Diese hätten zu ca. 90 % durch den Einbau eines ABS verhindert werden können. Seit 2016 ist es für die Typzulassungen und seit Januar 2017 neuzugelassene Maschinen über 125 cm³ in der EU vorgeschrieben.
Nachdem Europa beim ESP führend ist, haben sich die USA im Dezember 2007 zu einer verbindlichen Einführung entschlossen. Seit 2009 müssen 55 % der Fahrzeuge bis 4,5 t mit ESP ausgerüstet sein, ab 2012 gilt dies für 100 % der Fahrzeuge. Die UN arbeitet derzeit an einer Regelung, die die ESP-Technik weltweit als Standard vorschreiben soll. 2004 waren weltweit 26 % der Neufahrzeuge mit ESP ausgerüstet. In Deutschland betrug dieser Wert 64 %. 2014 waren in Deutschland bereits 84 Prozent aller Neufahrzeuge mit dem Schleuderschutz ausgestattet, weltweit 59 Prozent. Seit dem 1. November 2014 müssen in der EU alle Neu-Pkw und Nutzfahrzeuge bis 3,5 Tonnen mit ESP ausgerüstet sein.
Auf Grund einer Änderung des Wiener Übereinkommens über den Straßenverkehr vom März 2014 sind Systeme, welche die Führung eines Fahrzeuges beeinflussen, zulässig, wenn sie jederzeit vom Fahrer überstimmt oder abgeschaltet werden können. Die Änderung trat am 23. März 2016 in Kraft. Dadurch wird Rechtssicherheit hinsichtlich bereits im Verkehr befindlicher Fahrerassistenz- bzw. automatisierter Systeme wie der automatischen Distanzregelung hergestellt und die weitere Entwicklung automatisierter Fahrsysteme unterstützt. Der Fahrer trägt weiter die Verantwortung und muss das System überwachen.
Nach der EU-Verordnung (EU) 2019/2144 vom November 2019 müssen künftig alle Kraftfahrzeuge mit einem intelligenten Geschwindigkeitsassistenten, einer Vorrichtung zum Einbau einer alkoholempfindlichen Wegfahrsperre, einem Warnsystem (bei Müdigkeit sowie nachlassender Aufmerksamkeit des Fahrers), Rückfahrassistenten und Notbremslicht ausgestattet werden, Pkw und leichte Nutzfahrzeuge zusätzlich mit einem Notfall-Spurhalteassistenten und einem Notbrems-Assistenzsystem (Automated Emergency Braking, kurz AEB). Bei Bussen und Lkw sind Spurhalteassistent und Notbrems-Assistenzsystem bereits Pflicht, hier kommt zusätzlich ein Abbiegeassistent hinzu. Dies gilt für neue Typgenehmigungen ab Juli 2022, für alle neu zugelassenen Fahrzeuge ab dem Juli 2024.

## Potential
Nach Untersuchungen der Unfallforschung der Versicherer (UDV) zu Fahrerassistenzsystemen würde die serienmäßige Ausrüstung von Pkw, Lkw und Transportern mit ESP und von Motorrädern mit ABS die Zahl der Unfälle deutlich reduzieren. Folgende Nutzenpotentiale wurden 2009 von der UDV ermittelt:
- ESP für Pkw: 25–35 % (beeinflussbare Unfälle mit schwerem Personenschaden)
- ESP für Lkw: 9 % (beeinflussbare Unfälle mit schwerem Personenschaden)
- ESP für Kleintransporter: 19 % (beeinflussbare Unfälle mit schwerem Personenschaden)
- ABS für Motorräder: 10 % (beeinflussbare Unfälle mit Personenschaden)

Mit dem serienmäßigen Einbau von Auffahrwarn- und Notbremssystemen in Pkw ließen sich darüber hinaus viele schwere Auffahrunfälle vermeiden, sagt die Unfallforschung der Versicherer. Nach Berechnungen wäre mit modernen Bremsassistenten eine Verringerung der schweren Pkw-Unfälle um zwölf Prozent möglich. Die Technik weise Autofahrer auf eine drohende Kollision hin oder leite bei Gefahr eine Notbremsung ein. Zu vorsichtiges und spätes Bremsen sind den Unfallforschern zufolge verantwortlich für viele Verkehrsunfälle. Nach dem seit 2011 europaweit für alle Neuwagen vorgeschriebenen Schleuderschutz ESP versprechen Auffahrwarn- und Notbremssysteme das höchste Unfallvermeidungspotenzial. Experten sprechen sich auch dafür aus für Lkw verpflichtende ADAS-Systeme einzusetzen.
In einer aktuellen Studie von 2019 haben Wissenschaftler den Unfallschutz durch drei ADAS-Technologien (Toter-Winkel-Assistent, Spurhalteassistent, Kollisionswarn- und Schutzsystem) für das Jahr 2015 in USA untersucht und kommen zu dem Ergebnis, dass die drei Technologien ca. 1,6 Millionen Unfälle und davon 7200 tödliche Unfälle vermeiden hätten können.

## Zukunft
In Studien wird bereits über „automatische Ausweichmanöver“ nachgedacht, wobei die sichere und eindeutige Situationserkennung, die kurzzeitige Übernahme der Fahrzeugführung sowie die erfolgreiche Rückgabe an den Fahrer ein schwieriges Unterfangen ist. Neben der sicheren Erkennung der Umfeldsituationen sind zudem in kürzester Zeit verschiedene Strategien für geeignete Ausweichmanöver zu erarbeiten und zu bewerten. Auch ist gerade bei autonomen Eingriffen (siehe auch Selbstfahrendes Kraftfahrzeug) die Frage der Produkthaftung nicht zu unterschätzen. Bei der Produkthaftung spielen vermehrt Sicherheitsstandards wie z. B. ISO 26262, ISO/PAS 21448 oder von OEMs oder anderen Organisationen neuerlich veröffentlichte Standards und Richtlinien eine wichtige Rolle. Bei allen Assistenzsystemen ist die Zusammenarbeit von Ingenieuren, Psychologen, Ergonomen und Juristen notwendig. Des Weiteren stoßen klassische ADAS-Systeme auch an technische Grenzen. Die Optimierung (z. B. durch maschinelles Lernen und damit gekoppelte Methoden wie Cloud Computing, Bildmustererkennung etc.), und Fusion der Systeme sowie Erweiterung mit Umfeld- und Kommunikationstechnologien (siehe z. B. V2X oder WLAN 802.11p) ist aktuell Aufgabe der technischen Entwicklung und Forschung.

## Standardisierung
Zur Standardisierung der immer umfangreicheren Fahrerassistenzsysteme wurde das ADASIS-Forum (Advanced Driver Assistance Systems Interface Specifications) unter der Federführung von ERTICO gegründet. Die bisherigen proprietären Formate und Schnittstellen der einzelnen Hersteller und Zulieferer sollen in Zukunft durch einen gemeinsamen Standard ersetzt werden. Bis zur Version 2.0, die im Dezember 2013 veröffentlicht wurde, waren die Standardspezifikationen öffentlich verfügbar. Ab der Version 2.0 sind diese nur noch für Firmen mit einer kostenpflichtigen Mitgliedschaft im ADASIS-Forum erhältlich.
Standardisierung bei autonomen Fahrzeugen ist aktuell in breiter Diskussion und Arbeit. Einige weitere Initiativen sind:
- Die OpenADx Working Group ist eine im Juni dieses Jahres initiierte Kooperation der Automobilindustrie, die sich um Dinge wie eine bessere Kompatibilität, Schnittstellen und breitere Interoperabilität bei der Entwicklung von Software kümmern soll, die das autonome Fahren unterstützt.[44]
- Automotive Grade Linux ist ein kollaboratives Open-Source-Projekt, das Autohersteller, Zulieferer und Technikunternehmen zusammenbringt, um die Entwicklung und Einführung eines vollständig offenen Software-Stacks für das vernetzte Auto zu beschleunigen. Mit Linux als Kern entwickelt AGL von Grund auf eine offene Plattform, die als De-facto-Industriestandard dienen kann, um die schnelle Entwicklung neuer Funktionen und Technik zu ermöglichen.[45][46]
- BSI öffentlich verfügbare Spezifikationen (PAS): PAS 1880 und PAS 1881 in Bezug auf die Sicherheit der automatisierten Fahrzeugentwicklung und -prüfung. Diese sollen Anfang 2020 veröffentlicht werden.[47]
- Entwurf der UL 4600-Norm, die einen Sicherheitsansatz zur Gewährleistung einer autonomen Produktsicherheit im Allgemeinen und selbstfahrende Autos im Besonderen beschreibt.[48][49]
- C2X-Kommunikation nach dem europäischen ITS-G5-Standard, speziell 5G Automotive Association.[50]
- Die RAND Corporation hat ein Konzept (Framework) für die Messung und Entwicklung von Sicherheit für autonome Fahrzeuge erstellt.[51]
- Safety First for Automated Driving (SaFAD) – 11 Unternehmen aus dem gesamten Spektrum der Automobil- und automatisierten Antriebstechnik haben eine branchenweite Definition von Sicherheit für SAE J3016-Level-3/4-autonome Fahrzeuge entwickelt und publiziert.[52][53]

## Liste der verschiedenen Fahrerassistenzsysteme
| Deutsche Bezeichnung | Abkürzung      | Englische Bezeichnung | Abkürzung      |
| --- | -------------- | --- | -------------- |
| Ampelassistent (in der Entwicklung im Rahmen der Vehicle-2-X-Kommunikation)                                                                                 |                | Green Light Optimal Speed Advisory | GLOSA          |
| Anhänger-Stabilitätsprogramm |                | Trailer Stability Assist | TSA            |
| Antiblockiersystem | ABS            | Anti-Lock Braking System | ABS            |
| Antriebsschlupfregelung (auch: Traktionskontrolle, automatische Stabilitätskontrolle (ASC))                                                                 | ASR            | Traction Control System | TCS            |
| Aufmerksamkeitsassistent (Fahrerzustandserkennung, Müdigkeitserkennung)                                                                                     | DAW            | Driver Drowsiness Detection (auch: Driver Alert, Driver Monitoring System, Attention Assist, Anti-Sleep Pilot) |                |
| Autonomes Parken |                | Automatic parking |                |
| Bergabfahrhilfe |                | Hill Descent Control | HDC            |
| Berganfahrhilfe |                | Hill Hold Control auch: Hill-Start Assist Control (HAC) | HHC            |
| Beschleunigungs-Assistent |                | Launch Control auch: Race Start (RS) | LC             |
| (Elektronischer) Bremsassistent | EBA, BAS       | Emergency Brake Assist, Active Brake Assist | EBA, ABA       |
| Car2Car Communication (in der Entwicklung) | C2C            | Vehicle-to-Vehicle | V2V            |
| Fahrzeug-Umgebungs-Kommunikation (in der Entwicklung) |                | Vehicle-to-Infrastructure | V2I            |
| Elektronische Dämpferregelung | DESA, DDC      | Electronic Damping Control (auch: Interactive Vehicle Dynamic Control (IVDC), Continuous Damping Control (CDC), Porsche Active Suspension Management (PASM), Electronic Suspension Adjustment (ESA) (BMW))                                                        | EDC            |
| Einparkhilfe (Parksensoren, akustische Warnung, visuell auch mit Rückfahrsystem)                                                                            | PDC            | Parking Sensors | APS            |
| Intelligente Einparkhilfeassistenz |                | Intelligent Parking Assist System (auch: Advanced Parking Guidance System (APGS) (nur Lexus)) | IPAS           |
| Elektromechanische angetriebene Servolenkung (siehe auch: Aktivlenkung (BMW), Dynamiklenkung (Audi))                                                        |                | Electric Power Steering/Electric Power Assisted Steering (auch: Active Steering (nur BMW), Variable Gear Ratio Steering (VGRS) (nur Toyota, Lexus)) | EPS, EPAS      |
| Elektrohydraulisch angetriebene Servolenkung |                | Electro-Hydraulic Power Steering | EHPS           |
| Elektronische Differentialsperre | EDS            | Limited-Slip Differential | LSD            |
| Elektronische Stabilitätskontrolle, Fahrdynamikregelung (elektronisches Stabilitätsprogramm (ESP))                                                          | ESP            | Electronic Stability Control (auch: Dynamic Stability Control (DSC), Vehicle Stability Assist (VST), Vehicle Stability Control (VSC)), Vehicle Stability Management (VSM), Porsche Stability Management (PSM), Dynamic Stability and Traction Control (DSTC) etc. | ESC            |
| Adaptiver Fernlichtassistent |                | Adaptive High-Beam System, Highbeam-Assist, High-Beam Assistant |                |
| Geschwindigkeitsregelanlage (Tempomat) | GRA            | Cruise Control/Speed Control |                |
| Adaptive Geschwindigkeitsregelanlage (auch: automatische Distanzregelung (ADR), umgangssprachlich Abstandsregeltempomat, speziell auch Stauassistent (STA)) | AGR            | Adaptive Cruise Control (Distance Regulation System, Intelligent Cruise Control) | ACC            |
| Intelligente Geschwindigkeitsassistenz (Geschwindigkeitswarnsystem)                                                                                         |                | Intelligent Speed Assistance/Adaption | ISA            |
| Kollisionswarn- und Schutzsystem |                | Collision Mitigation Brake System (nur Honda) | CMBS           |
| (Adaptives) Kurvenlicht (auch: adaptives Frontbeleuchtungssystem, Abbiegelicht)                                                                             |                | Adaptive Front-Lighting System, Adaptive Forward Lighting | AFS, AFL       |
| Lichtautomatik (Lichtsensor) |                | Light Sensor |                |
| Motor-Schleppmoment-Regelung | MSR            | Engine Braking Control | EBC            |
| Nachtsicht-Assistent |                | Night View Assist (auch: Automotive Night Vision) |                |
| Notbremsassistent (automatische Notbremsung, Abstandswarner)                                                                                                | ANB            | Active Brake Assist | ABA            |
| Notbremssignalisierung (Bremslicht/Warnblinksignal bei Vollbremsung)                                                                                        |                | Emergency Stop Signal | ESS            |
| Autonomes Notbremssystem (auch: vorausschauender Notbremsassistent)                                                                                         | FCA            | Autonomous Emergency Braking (auch: Advanced Emergency Braking System (AEBS)) | AEB            |
| Nothaltesystem (autonomer Halt bei gesundheitlichen Problemen des Fahrers)                                                                                  |                | Emergency Stop System |                |
| Reifendruckkontrollsystem | RDK, RDC       | Tire Pressure Monitoring (System) | TPM, TPMS, TPC |
| Rückfahrsystem (in Kombination als Einparkhilfe zur Parkdistanzkontrolle)                                                                                   |                | Rear Assist, Backup Camera |                |
| Scheibenwischer-Automatik (Regensensor) |                | Rain Sensor for Windscreen Wipers |                |
| Spurerkennungssystem |                | Lane Detection System |                |
| Spurhalteassistent (Spurleitassistent, Spurverlassenswarner)                                                                                                |                | Lane Departure Prevention, Lane Departure Warning (System) | LDP, LDW, LDWS |
| Aktiver Spurhalteassistent |                | Lane Keep Assist (System) | LKA, LKAS      |
| Spurwechselassistent (Totwinkel-Überwachung) |                | Lane Change Assistance (auch: Blind Spot Monitor und Blind Spot Information System (BLIS), Blind Spot Assist (BSA) Rear Vehicle Monitoring System (RVM) (nur Mazda), Audi Side Assist) Side View Assist bei BMW Motorrad                                          |                |
| Spurwechselunterstützung |                | Lane Change Support |                |
| Verkehrszeichenerkennung | VZE, VZA, ISLW | Traffic Sign Recognition, Traffic Sign Detection | TSR            |
| Wankneigungskontrolle (elektronische Überschlagsvermeidung)                                                                                                 |                | Roll Stability Control (auch: Active Rollover Protection (ARP), Electronic Roll Mitigation (ERM)) |                |

Hinweis: Fahrzeughersteller haben neben den technischen Bezeichnungen der ADAS-System (Liste) oftmals eigene Markennamen, z. B. Mercedes-Benz bezeichnet die Geschwindigkeitsregelanlage mit Distronic bzw. Distronic Plus.